# كارلو مارتلو أنجو

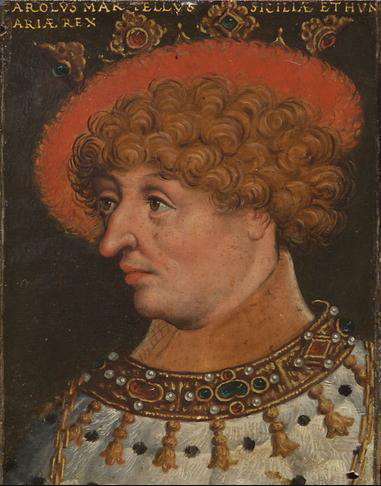

كارلو مارتلو (8 سبتمبر 1271 - 12 أغسطس 1295) من السلالة الأنجوفية ويعرف أيضًا كارلو الأول مارتيلو، كان الابن البكر للملك كارلو الثاني ملك نابولي وماريا من هنغاريا ابنة الملك إسطفان الخامس من المجر.